# Silvia Stampfer
Silvia Hartmann (* 13. Januar 1979 als Silvia Czaika, zuletzt Silvia Stampfer) ist eine ehemalige deutsche Triathletin.

## Werdegang
Silvia Hartmann (geb. Czaika) war als Leistungsschwimmerin beim Hennefer Turnverein und sie begann 2004 mit Triathlon. Nach drei Jahren im Amateurbereich und zwei Teilnahmen beim Ironman Hawaii startete Czaika 2007 und 2008 als Profi.

### Vize-Weltmeisterin Triathlon 2007
Im September 2007 wurde sie Vize-Weltmeisterin auf der Triathlon-Sprintdistanz in der Altersklasse 25-29. Im August 2007 wurde sie Dritte beim Ironman Korea auf der Lang- oder Ironman-Distanz (3,8 km Schwimmen, 180 km Radfahren und 42,195 km Laufen).
Silvia Hartmann (geb. Czaika) lebte bis Mai 2009 in Hennef, startete für den Verein SSF Bonn Triathlon und arbeitete bei der Stadt Hürth. Seit Juni 2009 hat sie ihre neue Wahlheimat in Vorarlberg gefunden. Ihr Spitzname ist „Silvi“.

### Deutsche Meisterin Wintertriathlon 2010
Im Wintertriathlon konnte sie im Februar 2010 den deutschen Meistertitel erringen. Zudem wurde sie im gleichen Jahr Vierte bei der Europameisterschaft im Skimarathon.
Im Juli 2012 heiratete sie in Schruns und startete seitdem als Silvia Stampfer.
Nach Geburt ihres Kindes heiratete sie Jürgen Hartmann im Herbst 2018 und übernimmt seinen Familiennamen.

## Sportliche Erfolge
| Datum/Jahr    | Rang | Wettbewerb                              | Austragungsort    | Zeit     | Bemerkung                                                                       |
| ------------- | ---- | --------------------------------------- | ----------------- | -------- | ------------------------------------------------------------------------------- |
| 26. Aug. 2012 | 5    | Trans Vorarlberg Triathlon              | Bregenz           | 05:12:44 | mit der schnellsten Schwimmzeit (20:10 Minuten)                                 |
| 5. Sep. 2010  | 21   | Challenge Walchsee-Kaiserwinkl          | Walchsee          |          | bei der Erstaustragung dritter Rang AK                                          |
| 22. Aug. 2010 | 3    | Jannersee Triathlon                     | Lauterach         | 00:50:00 | auf der Sprintdistanz (403 m Schwimmen, 15,75 km Radfahren und 4,007 km Laufen) |
| 17. Apr. 2008 |      | Ironman Arizona                         | Tempe (Arizona)   | 11:23:08 |                                                                                 |
| 2. Sep. 2007  | 2    | ITU Triathlon World Championship W25–29 | Hamburg           | 01:17:32 | Vize-Weltmeisterin der Altersklasse 25-29                                       |
| 26. Aug. 2007 | 3    | Ironman Korea                           | Seogwipo          | 11:17:50 |                                                                                 |
| 24. Feb. 2007 | 12   | Ironman Malaysia                        | Langkawi          | 11:04    | [ 2 ]                                                                           |
| 21. Okt. 2006 |      | Ironman Hawaii                          | Hawaii            | 10:52:07 | Vierte in der AK 25-29                                                          |
| 2006          | 4    | Strongman All Japan Triathlon           | Miyakojima        | 09:26:29 | [ 3 ]                                                                           |
| 23. Juli 2006 | 10   | Ironman Germany                         | Frankfurt am Main | 10:08    | Qualifikation für einen Startplatz beim Ironman Hawaii.                         |
| 2005          | 10   | Ironman UK                              | Bolton            |          | 1. Rang in der AK 25–29                                                         |

| Datum/Jahr    | Rang | Wettbewerb                                 | Austragungsort | Zeit     | Bemerkung                                                                                |
| ------------- | ---- | ------------------------------------------ | -------------- | -------- | ---------------------------------------------------------------------------------------- |
| 28. Feb. 2010 | 1    | DTU Deutsche Meisterschaft Wintertriathlon | Oberstaufen    | 01:27:52 | Deutsche Meisterin Wintertriathlon (6,9 km Laufen, 14 km Mountainbike und 8 km Langlauf) |